# ميلتون دبليو همفريز
ميلتون دبليو همفريز (بالإنجليزية: Milton W. Humphreys)‏ (و. 1844 – 1928 م) هو عالم لغوي كلاسيكي، وبروفيسور (أستاذ جامعي) من الولايات المتحدة الأمريكية.
توفي في شارلوتسفيل، فيرجينيا.

## مناصب وهيئات
أدار جامعة تكساس، أوستن (1883–1887)، وجامعة فاندربيلت (1875–1883)، وجامعة فرجينيا (1887–1912).